# Sainghin-en-Weppes
 Sainghin-en-Weppes  es una población y comuna francesa, en la región de Norte-Paso de Calais, departamento de Norte, en el distrito de Lille y cantón de La Bassée.

## Demografía
| 4070 | 4235 | 5270 | 5010 | 5119 | 5137 |
| Para los censos de 1962 a 1999 la población legal corresponde a la población sin duplicidades (Fuente: INSEE [Consultar]) |      |      |      |      |      |